# سیتل (دشتیاری، شرق)
سیتل یا سیتل دلگان، روستایی در دهستان نگور بخش مرکزی شهرستان دشتیاری در استان سیستان و بلوچستان ایران است.

## جمعیت
بر پایه سرشماری عمومی نفوس و مسکن در سال ۱۳۹۵، جمعیت این روستا برابر با ۵۱۱ نفر (۱۰۴ خانوار) بوده‌است.